# Tachynectes
Genre
Tachynectes est un genre éteint de poissons à nageoires rayées de l’ordre des Elopiformes. Ces espèces ont vécu du Turonien au Campanien.

## Systématique
Le genre Tachynectes a été créé en 1863 par le pharmacologue, botaniste et paléontologue allemand Wilhelm von der Marck (d) (181x-1900) avec pour espèce type Tachynectes macrodactylus,.

## Liste d'espèces
Selon Paleobiology Database (8 août 2022) :
- † Tachynectes brachypterygius von der Marck, 1863
- † Tachynectes longipes von der Marck, 1863
- † Tachynectes macrodactylus von der Marck, 1863 - espèce type
- † Tachynectes vinarensis Bayer, 1905

## Publication originale
- (de) W. von der Marck, « Fische, Krebse und Pflanzen aus dem Plattenkalk der jüngsten Kreide in Westphalen », Palaeontographica, Cassel, Inconnu, vol. 11,‎ 1863, p. 1-83 (ISSN 0031-0190, OCLC 2449411, lire en ligne).